# 帕默 (麻薩諸塞州非建制地區)
帕默（英語：Palmer），又名迪波特村（Depot Village），是位於美國麻薩諸塞州漢登縣的一個非建制地區。

## 地理
帕默所處的海拔為高於海平面105米（即344英呎），而該地所採用的時區為UTC-5，即北美东部時區（EST）。同時該地設有夏令時間，為UTC-5調快一小時，即UTC-4（EDT）。